# ألين دبليو. بنسون
ألين دبليو. بنسون (بالإنجليزية: Allen Wilbert Benson)‏ هو لاعب كرة قاعدة أمريكي، ولد في 28 مارس 1905 في هيرلي في الولايات المتحدة، وتوفي في 16 نوفمبر 1999 في فيبورغ في الولايات المتحدة.

## وصلات خارجية
- ألين دبليو. بنسون على موقعبيزبول رفرنس.كوم (الدوري الرئيسي) (الإنجليزية)
- ألين دبليو. بنسون على موقعبيزبول رفرنس.كوم (الدوري الثانوي) (الإنجليزية)